# ヴィッラ・エステンセ
ヴィッラ・エステンセ（伊: Villa Estense）は、イタリア共和国ヴェネト州パドヴァ県にある、人口約2,100人の基礎自治体（コムーネ）。

## 地理

### 位置・広がり

#### 隣接コムーネ
隣接するコムーネは以下の通り。
- エステ
- グランツェ
- サンテーレナ
- サントゥルバーノ
- ヴェスコヴァーナ
- サンタ・カテリーナ・デステ（ヴィギッツォーロ・デステ）

### 気候分類・地震分類
ヴィッラ・エステンセにおけるイタリアの気候分類 (it) および度日は、zona E, 2436 GGである。
また、イタリアの地震リスク階級 (it) では、zona 3 (sismicità bassa) に分類される。

## 行政

### 分離集落
ヴィッラ・エステンセには、以下の分離集落（フラツィオーネ）がある。
- Finale, Grompa, Pilastro